# Gebel el-Qalala el-Qibliya
Le Gebel el-Qalala el-Qibliya est un plateau situé dans le nord-est de l'Égypte, entre la vallée du Nil à l'ouest et le golfe de Suez à l'est. Il est entouré au nord par le Ouadi Araba qui le sépare du Gebel el Galala. De forme triangulaire, il est délimité par des escarpements à l'exception de son extrémité ouest qui descend en pente douce vers la vallée du Nil ; son rebord oriental, le plus abrupt, domine le littoral sous la forme de collines et de moyennes montagnes.

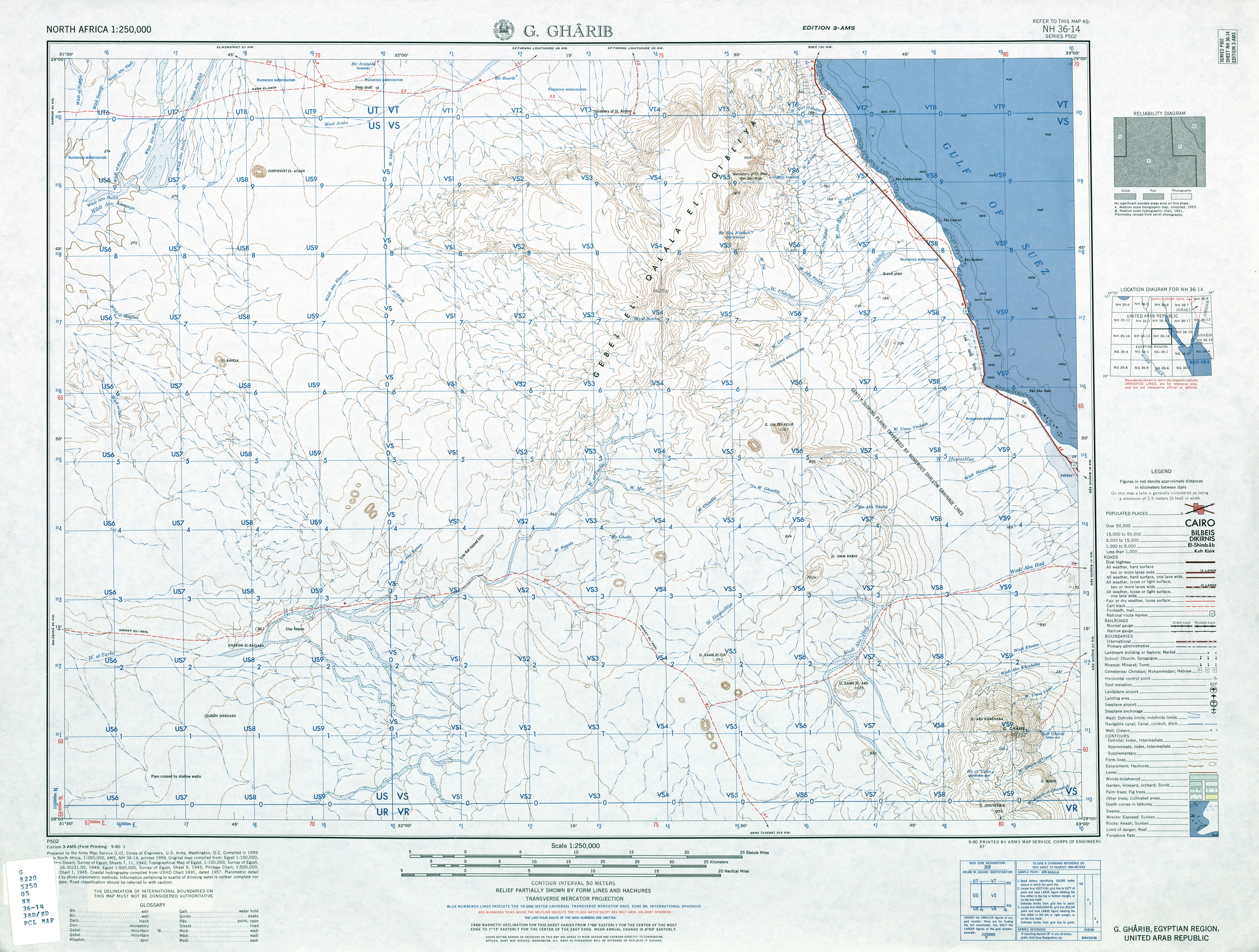
Carte topographique de l'armée américaine avec le Gebel el-Qalala el-Qibliya dans la moitié nord.